# Consiglio regionale del Grand Est
Il Consiglio regionale del Grand Est (in francese Conseil régional du Grand Est), precedentemente Consiglio regionale dell'Alsazia-Champagne-Ardenne-Lorena (Conseil régional d'Alsace-Champagne-Ardenne-Lorraine), è l'assemblea deliberativa della regione francese del Grand Est. 
Franck Leory di Divers Droite (DVD) è l'attuale presidente del consiglio regionale. È salito al potere il 30 dicembre 2022, in forma provvisoria, in seguito alla fine dell’incarico di Jean Rottner lo stesso giorno, per poi essere eletto ufficialmente il 13 gennaio 2023.

## Storia
Il consiglio regionale del Grand Est, poi provvisoriamente chiamato "consiglio regionale dell'Alsazia-Champagne-Ardenne-Lorena", è stato creato dalla Legge relativa alla delimitazione delle regioni, alle elezioni regionali e dipartimentali e alla modifica del calendario elettorale del 16 gennaio 2015 con effetto dal 1º gennaio 2016. È il risultato della fusione dei consigli regionali di Alsazia, Champagne-Ardenne e Lorena, che comprendono rispettivamente 47, 49 e 73 consiglieri regionali per un totale di 169.
Ai sensi dell'articolo 2, quarto comma, della "Legge del 16 gennaio 2015", la capitale finale della nuova regione è Strasburgo. L'esecutivo, l'amministrazione e l'assemblea del consiglio regionale sono fissati a Strasburgo, il luogo di riunione dell'assemblea plenaria è a sua volta fissato sul sito del vecchio consiglio regionale della Lorena a Metz, le commissioni permanenti sono a Strasburgo.